# Srae Char
Srae Char es una comuna (khum) del distrito de Snuol, en la provincia de Kratié, Camboya. En marzo de 2008 tenía una población estimada de 15 950 habitantes.
Se encuentra ubicada al este del país, cerca de la orilla del río Mekong y de la frontera con Vietnam.